# Eulithis pyropata
Eulithis pyropata là một loài bướm đêm thuộc họ Geometridae. Nó được tìm thấy ở extreme đông Bắc Âu (bao gồm Thụy Điển và miền đông Đức) tới Nhật Bản và khu vực xung quanh sông Ussuri.
Sải cánh dài 30–34 mm. Con trưởng thành bay vào tháng 7 và tháng 8.
Ấu trùng ăn Ribes nigrum. Ấu trùng có thể tìm thấy từ tháng 6 đến tháng 7. Loài này qua mùa đông dưới dạng trứng.

## Phụ loài
- Eulithis pyropata pyropata
- Eulithis pyropata elegans (Inoue, 1955)

## Hình ảnh

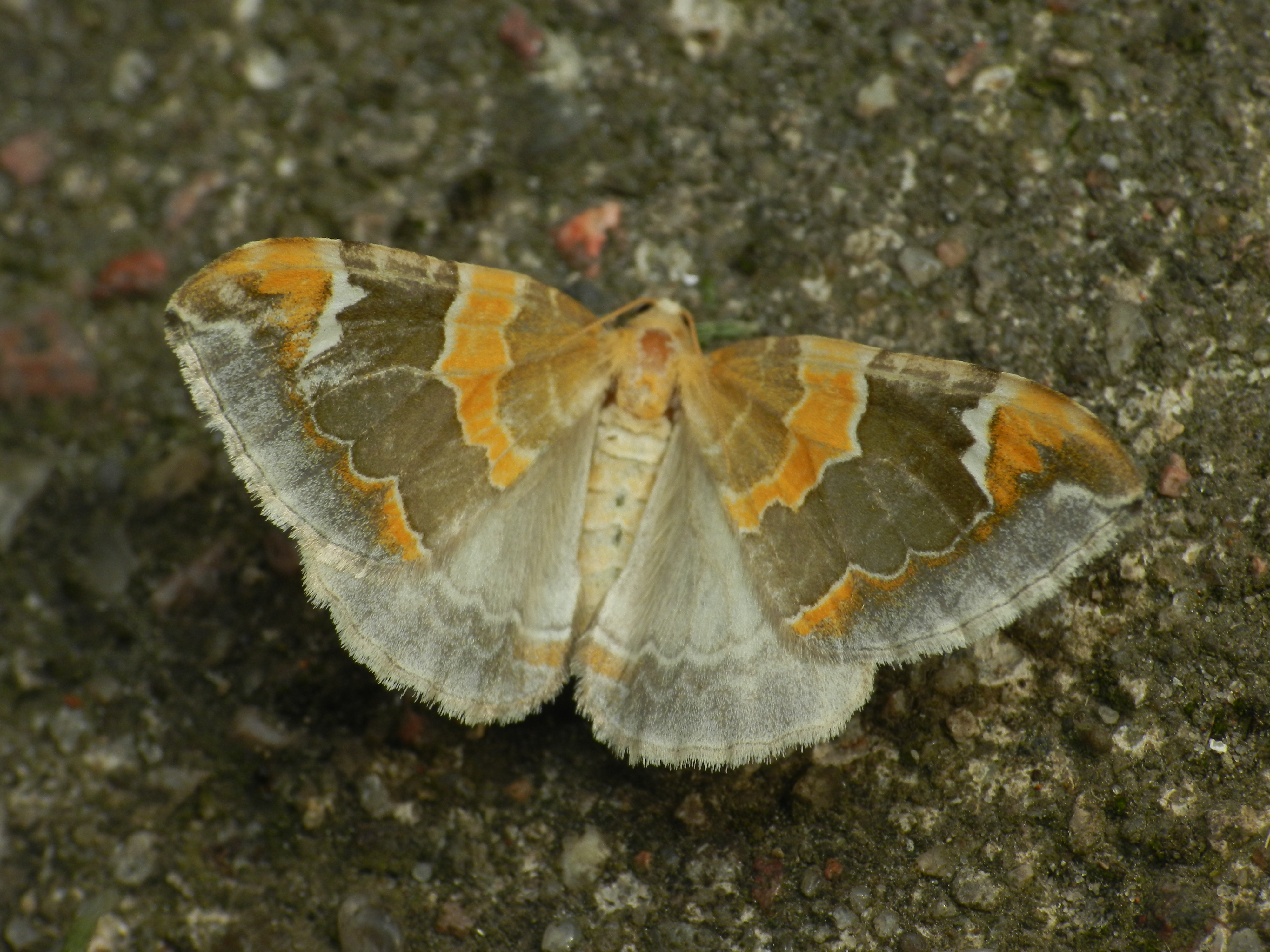